# 기레이나센리쓰
《아름다운 선율》(일본어: きれいな旋律 키레이나 센리츠[*])란 KOTOKO의 메이저 7번째 싱글을 말한다.

## 수록 곡
1. きれいな旋律 [3:57]
작사 : 곤노 오유키/작곡 : 마티 프리드만/편곡 : 나카자와 도모유키, 이우치 마이코
  - OVA 《마리아 님께서 보고 계셔》 제3권 ~ 5권 엔딩 테마
2. rush [4:10]
작사・작곡 : KOTOKO/편곡 : C.G mix
3. きれいな旋律 (Instrumental)
4. rush (Instrumental)